# Христоф I фон Щолберг
Христоф I фон Щолберг (на немски: Christoph I zu Stolberg; * 10 януари 1524, Щолберг; † 8 август 1581, Кьонигщайн) от фамилията Щолберг, е граф на Щолберг, господар на Кьонигщайн, Гедерн, Ортенберг и Мюнценберг и духовник.

## Биография
Той е най-малкият син на граф Бото фон Щолберг (1467 – 1538) и съпругата му графиня Анна фон Епщайн-Кьонигщайн (1481 – 1538), дъщеря на граф Филип I фон Епщайн-Кьонигщайн († 1480/1481) и графиня Луиза де Ла Марк († 1524). Сестра му Анна (1504 – 1574) е 28. абатиса на манастир Кведлинбург.
Христоф става през 1545 г. приор на Св. Петер в Майнц, катедрален приор в Халберщат (1545 – 1547), приор на Св. Северин (1546 – 1555), домхер в Кьолн (1562), и 1572 г. администратор на манастир Илзенбург.
Христоф I умира неженен и бездетен на 8 август 1581 г. на 57 години в Кьонигщайн.